# Washington (Utah)
Washington je město v okresu Washington County ve státě Utah ve Spojených státech amerických. K roku 2010 zde žilo 18 761 obyvatel. S celkovou rozlohou 85,2 km² byla hustota zalidnění 220,5 obyvatel na km².